# 西コルドファン州
西コルドファン州（にしコルドファンしゅう、アラビア語: غرب كردفان、ラテン文字表記：Gharb Kurdufan、英語: West Kurdufan）は、スーダンの州。
コルドファン地方に属し、州都はフーラ。南スーダンと国境を接する。人口は約176万人（2018年推計）、面積は111,373km²で領域は廃止前と再設置後で変わらない。
西コルドファン州は元々1994年2月14日の行政区画再編時に北コルドファン州と南コルドファン州と共に新設されたが、2005年8月16日に西コルドファン州は廃止され、南北コルドファン州に分割・合併された。
その後、南スーダン分離独立後となる2013年7月13日に再設された。

## 下位行政区画
- Lagawa District
- As Salam District
- アビエイ地区（Abyei District）：地区南部は南スーダンと係争中。（アビエイ地域）